# Projekt 1123 Kondor
Projekt 1123 Kondor eller Moskva-klass var den första hangarfartygsklassen byggda för Sovjetunionens flotta. Tre fartyg var planerade att byggas men bara två färdigställdes, Moskva och Leningrad. Det tredje som skulle ha fått namnet Kiev färdigställdes aldrig och bygget på skeppet stoppades. De två övriga fartygen var i tjänst åren 1967–1991 och 1968–1991. Fartygen hade ingen start och landningsbana för flygplan utan var endast bestyckad med helikoptrar.
Fartygens huvudsyfte var att agera flaggskepp för de stridsgrupper som hade till uppgift att spåra amerikanska ubåtar. När fartygen byggdes på 1960-talet hade ubåtsbaserade ballistiska robotar fortfarande ganska kort räckvidd och de kärnvapenbärande ubåtarna var därför tvungna att tränga in i Barents hav eller Ochotska havet för att kunna avfyra sina robotar mot mål i Sovjetunionen.
Projekt 1123 var ett viktigt steg för sovjetiska flottan att skaffa sig erfarenhet av flygoperationer till sjöss. Konstruktionen hade dock flera nackdelar. Skrovet har en droppliknande form för att ge utrymme för det stora flygdäcket i aktern. Huvuddelen av vikten av överbyggnad och vapen hamnade dock längre fram där skrovet var smalare. Detta gjorde att fartygen hade förlig trim, något som förvärrades av den stora skrovfasta hydrofonen som gav mycket vattenmotstånd i hög fart. En annan misslyckad konstruktionsdetalj var torpedtuberna som var monterade i skrovet och kunde avfyras genom luckor i bordläggningen. Dessa luckor låg ofta under vatten på grund av bogvågen. Även maskineriet visade sig vara opålitligt, något som visade sig 2 februari 1975 då Moskva drabbades av brand i maskinrummet. Den höga överbyggnaden visade sig också orsaka mycket turbulens över flygdäcket.
Klassen efterföljdes av Kretjet-klassen som var större och tyngre än Kondor-klassen samt hade ett genomgående flygdäck som gjorde basering av VTOL-flygplan möjlig.